# Ajib Ahmad
Ajib Ahmad (født 13. september 1947, død 3. februar 2011) var en malaysisk minister og politiker. 
Han var minister og rådgiver for den føderale regering til præsident Mahathir Mohamad. Han var medlem af United Malays National Organization (UMNO). Ahmad døde af et Akut myokardieinfarkt i en alder af 63 år, den 3. februar 2011.